# Javesella forcipata
Javesella forcipata är en insektsart som först beskrevs av Karl Henrik Boheman 1847.  Javesella forcipata ingår i släktet Javesella och familjen sporrstritar. Arten är reproducerande i Sverige. Inga underarter finns listade i Catalogue of Life.